# Краснокаменськ
Кра́снока́менськ (рос. Краснокаменск) — місто, центр Краснокаменського району Забайкальського краю, Росія. Адміністративний центр та єдиний населений пункт Краснокаменського міського поселення.

## Етимологія
Виникло як селище при Краснокаменському залізорудному родовищі, відкритому в 1943 році. Назва походить від «Красный Камінь», де камінь вживається у значенні «гора, височина, вершина», а визначення «червоний», ймовірно, вказує на колір, пов'язаний з оксидами заліза. З 1969 року — місто Краснокаменськ  .

## Географія
Місто розташоване в передгір'ях Аргунського хребта, за 535 км від Чити. Виникло як селище геологів в 1968 році, після того, як у 1963 році в Приаргунському степу геологами Сосновської експедиції було знайдено родовище урану.

### Клімат
Клімат різко континентальний, середня температура липня +21,4 °C, січня −29,9 °C. Літо посушливе, зими малосніжні. Природа — степ, природних водойм немає, тільки штучно створені.
- Середньорічна температура повітря — −2,2 °C
- Відносна вологість повітря — 63,8 %
- Середня швидкість вітру — 3,9 м / с

## Населення
Населення — 55666 осіб (2010; 55920 у 2002).

## Внутрішній поділ міста
Усе місто ділиться на мікрорайони. Будинки позначаються просто номером. Перша цифра вказує номер мікрорайону, у якому знаходиться будинок. Так, наприклад, будинок з номером 410 знаходиться в четвертому мікрорайоні. Є два мікрорайони з літерним позначенням — центральний і східний, де до номерів будинків додаються букви Ц і В відповідно, наприклад в центральному мікрорайоні — будинок 35 «ц». З 2010 року в деяких частинах міста почали вводитися назви вулиць. Виняток становить проспект Будівельників. Це єдина вулиця, що носить назву із часу заснування міста.

## Господарство

### Промисловість
Містоутворююче підприємство — Приаргунське виробниче гірничо-хімічне об'єднання (ПВГХО), що входить до складу концерну Атомредметзолото, є найбільшим в Росії урановидобувним підприємством і одним з найбільших в світі постачальників природного урану. Розробляє Стрільцовське уранове родовище з кінця 1960-их. Крім видобутку урану в місті ведеться видобуток вугілля на розрізі Уртуй. Також тут знаходиться родовище цеоліту.
Розпорядженням Уряду РФ від 29.07.2014 «Про затвердження переліку мономіст», включене до списку мономіст Російської Федерації з найбільш складним соціально-економічним становищем.

### Освіта
У місті є два професійних училища ПУ № 11 і ПЛ № 34, десять шкіл, медичний коледж, філія Московського інженерно-фізичного інституту (КПТ НІЯУ МІФІ) і філія читинського гірничого технікуму, Сибірська регіональна школа бізнесу.

### Інфраструктура
Краснокаменський аеропорт був розформований в 1995 році. До 2018 року мав бути реконструйований, проте станом на 2019 будівля аеропорту так не працює, але тричі в тиждень виконуються рейси з Чити авіакомпанією Aeroservis [Архівовано 22 квітня 2020 у Wayback Machine.]. У місті є залізнична станція на гілці від станції Харанор. У місті розташована друга за величиною крайова лікарня. За радянських часів була добре розвинена місцева міська-районна бібліотека, що налічує кілька відділень в місті і по одному майже в кожному населеному пункті району. Є десять загальноосвітніх шкіл. Також є два професійних училища, медичний коледж та філія МІФІ.

## Колишнє військове значення

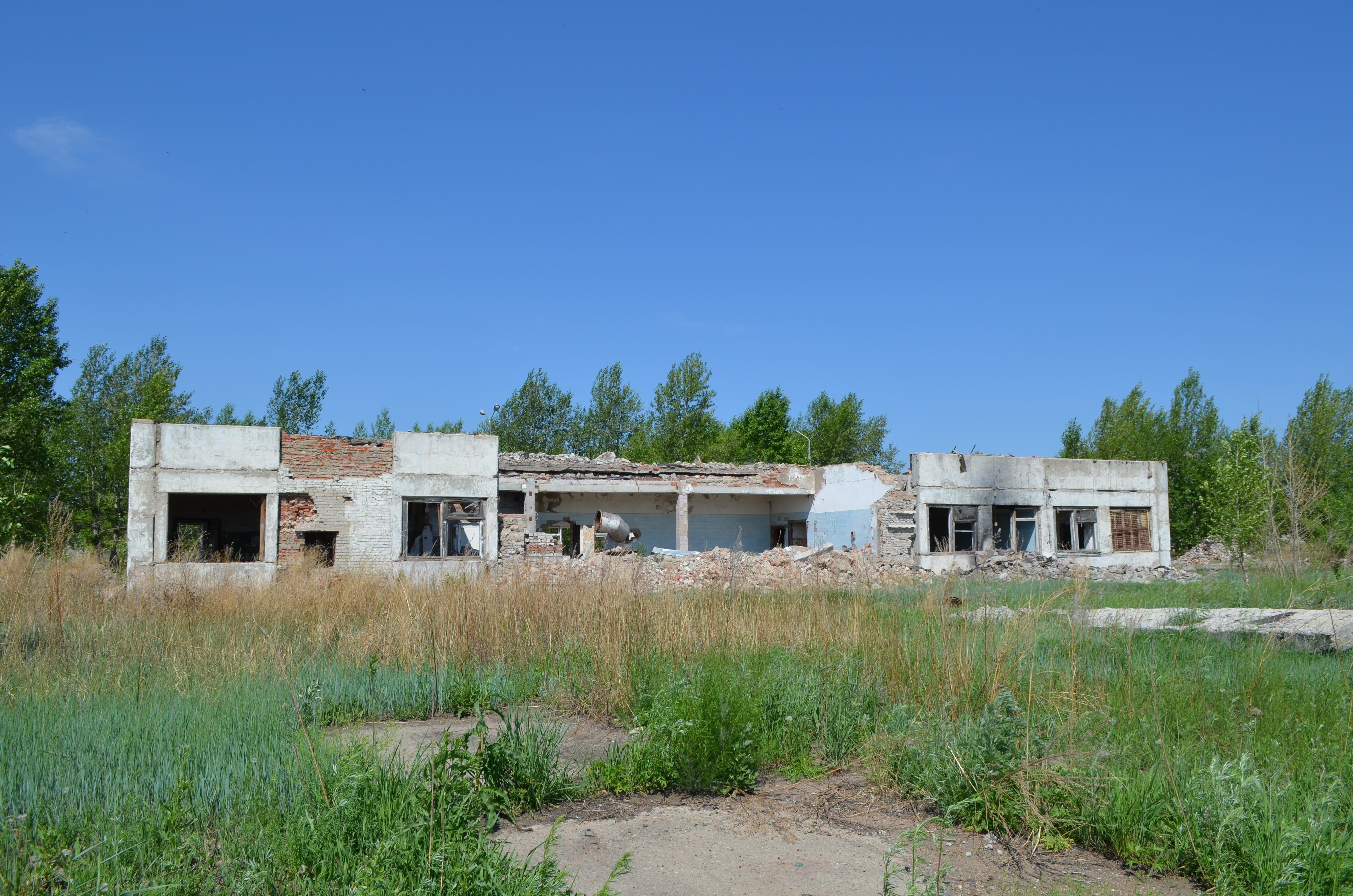
Руїни військової частини № 40942

Раніше в Краснокаменську розташовувалася в/ч 40942 — штаб і деякі підрозділи 18-го укріпленого району в складі 36-ї загальновійськової армії.
Восени 2023 року у місті відкрили стелу із дзвоном присвячену учасникам «Спеціальної воєнної операції» в Україні.

## Екологія
За версією журналістів в місті йде постійне опромінення через розташоване поблизу уранодобувне підприємство.. За твердженнями Газета. ру Краснокаменськ постійно обдуває вітер, що містить радіоактивний пил. Насправді місто побудоване з урахуванням рози вітрів і вітер зі східного напрямку дме всього лише кілька разів на рік. З урахуванням цього фактора і побудована Краснокаменська ТЕЦ. Шахтний спосіб видобутку урану не здатний забруднювати повітря пилом в значних кількостях. Радіоактивний фон в місті і його околицях хоч і підвищений, але знаходиться в межах допустимої дози радіації.